# Nicolas Carréga
Pour les articles homonymes, voir Carrega.
Nicolas Carréga est un artiste peintre, graveur, sculpteur, cartonnier de tapisseries, concepteur de vitraux et médailleur français né le 21 février 1914 à Bonifacio (Corse), mort le 29 janvier 1993 à Viroflay (Yvelines).

## Biographie
À compter de 1921, date où ses parents sont appelés à habiter Le Havre, la vie de Nicolas Carréga se partage entre le port normand et la Corse que la famille rejoint pendant les vacances d'été. C'est en 1938 qu'il s'installe définitivement au 4, square Vauban à Viroflay et qu'il commence à peindre, fréquentant les Académies libres de Montparnasse et les cours de dessin de la ville de Paris, puis devenant professeur de dessin à Versailles et chef d'atelier I.U.T. à l'Université de Paris. Nicolas Carréga est également membre du jury du Prix Victor-Chocquet.
Résolument figuratif dans les années 1950, situé pour cela dans le groupe de la Jeune Peinture, ses toiles, mais aussi ses gravures, présentent alors dans un esprit misérabiliste des thèmes liés à la vie portuaire ou d'inspiration religieuse. il s'orientera ensuite progressivement vers une abstraction lyrique non éloignée de Pierre Soulages. Pierre Dehaye ne manque pas d'établir une relation entre ce basculement de Carréga vers l'abstraction et son intérêt pour le travail de la médaille : « comme une coque usée aux routes océanes, son œuvre de peintre a perdu, au fil des années, tout ensemble son réalisme et ses hautes couleurs. Et voici que, la cinquantaine venue, sa rencontre avec la médaille lui offrit l'occasion d'une remarquable synthèse qui apparaîtra peut-être comme le couronnement de son aventure esthétique: volontairement éloigné de la figuration, il s'y est trouvé ramené, sans abandonner son nouveau mode d'expression, se classant ainsi parmi ceux qui, dans la médaille, ont introduit un langage inédit ».

## Œuvres

### Portraits en médailles de bronze (Monnaie de Paris)
- Roger Caillois, 1973.
- Alexander Calder, 1968.
- Raymond Devos, 1981.
- Maurice Estève, 1979[6].
- Claude Nougaro.
- Paul Paray.
- Soliman le Magnifique.
- Léon Tolstoi.
- François Truffaut.
- Francisco de Zurbarán.

### Contributions bibliophiliques
- Sous la direction de Philippe Cara Costea, Sujet n°5 - Autoportraits, portefeuille de sérigraphies originales (dix autoportraits sérigraphiés par Philippe Cara Costea, Nicolas Carréga, Paul Collomb, Daniel du Janerand, Bernard Lorjou, Yvonne Mottet, Orlando Pelayo, Claude Roederer, Gaëtan de Rosnay et Claude Schürr), deux cents exemplaires numérotés, Jeune Peinture, 1951.
- Roger Caillois de l'Académie française, Malversations, quatre empreintes gravées sur vélin d'Arches et rehaussées à la main par Nicolas Carrga, trente quatre exemplaires numérotés, André de Rache, Bruxelles, 1975.

## Expositions

### Expositions personnelles
- Galerie Drouot-Provence, Paris, 1948[2].
- Galerie Hamon, Le Havre, 1951, 1958[2].
- Galerie Suillerot, Paris, 1954[2].
- Galerie Gérard Mourgue, Paris, 1956[2].
- Musée Sainte-Croix, Poitiers, 1957[2].
- Galerie A.G. Université, Paris, 1963.
- Carrega - Peintures, tapisseries, sculptures, médailles, Maison de la culture et des loisirs de Saint-Etienne, mai-juin 1975.
- Carrega à la Monnaie de Paris - Aquarelles et gouaches, peintures, dessins, projets et maquettes de décorations, vitraux, médailles, Musée de la Monnaie, Paris, avril-juillet 1983[7].

### Expositions collectives
- Salon des indépendants, Paris, 1942, de 1954 à 1958, 1982.
- Art et résistance, Musée national d'art moderne, Paris, 1944[8].
- Salon de la Jeune Peinture, Paris, de 1950 à 1953[2].
- Bimillénaire de Paris - Comité Montparnasse - Exposition de peintres et sculpteurs de l'École de Paris, La Coupole, Paris, juin-juillet 1951[1].
- Salon d'automne, Paris, à partir de 1951[9].
- Salon de Mai, Paris (non daté).
- Salon du dessin et de la peinture à l'eau, Paris, de 1954 à 1959[2].
- Salon Comparaisons, Paris, de 1955 à 1958[2].
- Salon des peintres témoins de leur temps, Paris, de 1955 à 1958[2].
- Salon Terres latines, Paris, de 1956 à 1958[2].
- Biennale des jeunes peintres de Paris, pavillon de Marsan, 1957[2].
- Salon des réalités nouvelles, Paris, (non daté).
- Exposition à l'occasion des États-Généraux du désarmement, Cercle Volney, Paris, mai 1963.
- Première exposition internationale des arts de Téhéran, Centre des expositions internationales, Téhéran, décembre 1974 - janvier 1975[10].
- Nicolas Carrega, James Guitet, Théo Kerg, Umberto Maggioni, Galerie Kreissparkasse, Böblingen, 1982.
- La Jeune Gravure contemporaine et ses invités du Conseil québécois de l'estampe, Grand Palais des Champs-Élysées, Paris, octobre-novembre 1985, Musée du dessin et de l'estampe originale de Gravelines, décembre 1985 - janvier 1986, Musée national des beaux-arts du Québec, Québec, février 1987[11].
- De Bonnard à Baselitz, dix ans d'enrichissements du Cabinet des estampes, Bibliothèque nationale de France, Paris, 1992[12].
- Fonds d'art contemporain de la Villa Tamaris Pacha, Vieux moulin d'Ollioules (soutien Communauté de communes Toulon-Provence-Méditerranée), mai 2010[13].
- Les peintres corses à Bastia, Paris, Marseille et en Afrique du Nord, Lazaret Ollandini (Musée Marc Petit), Aspretto, Ajaccio, octobre-novembre 2012[14].
- Bonifacio, la cité des falaises vue par les peintres, Espace Saint-Jacques, Bonifacio, septembre 2013[15].
- Artothèque Antonin Artaud, Marseille, novembre 2014 - janvier 2015[16].

## Réception critique
- « C'est en prenant graduellement ses distances avec l'immédiat reconnaissable, requis par l'impérieuse nécessité de dire le sens caché des apparences, que Nicolas Carrega a trouvé son écriture plénière. Une écriture strictement non figurative, venue en son temps et à son heure, à la suite d'une lente croissance organique, aujourd'hui à l'écart de toute analogie naturaliste, car élaguée par de successives décantations et conduite inexorablement vers des rivages de plus en plus dépouillés. En quelque sorte, rien de cette peinture ne renvoie au tangible, mais aux seuls éléments qui la constituent et habillent l'espace de longs frémissements, contenus par des moyens fallacieusement calmes, nourris par une intériorité agissante. » - Gérard Xuriguera[17]
- « Son art figuratif, de tendance expressionniste, a d'abord été inspiré par le monde de la mer. Plus tard, sa peinture évolue vers l'abstraction, utilisant de grands aplats aux arrière-plans transparents. » - Dictionnaire Bénézit[18]

## Prix et distinctions
- Médaille du Mérite et dévouement français.
- Chevalier de l'Ordre des Palmes académiques.
- Prix Germain-Pilon 1977.

## Conservation

### Musées

#### Canada
- Musée national des Beaux-Arts du Québec, Québec.

#### France
- Musée du Berry, Bourges, Maurice Estève, médaille[6].
- Musée d'Issy-les-Moulineaux.
- Musée municipal Josèphe-Jacquiot, Montgeron.
- Département des estampes et de la photographie de la Bibliothèque nationale de France, Paris[12].
- Musée national d'art moderne, Paris.
- Musée d'art moderne de la ville de Paris, Les lanternes, dessin, vers 1954[19].
- Musée de la Monnaie de Paris[20].
- Musée des deux guerres mondiales, Paris.
- Musée d'art moderne André-Malraux, Le Havre, Le docker, huile sur toile 92x65cm, 1953[2],[21],[22].
- Artothèque Antonin-Artaud, Marseille, empreinte sur ardoise 40x50cm, 1992.
- Musée des beaux-arts de Nantes, dessin au lavis..
- Musée Sainte-Croix, Poitiers.
- Musée d'art et d'histoire de Saint-Denis.
- Centre d'art Villa Tamaris Pacha, La Seyne-sur-Mer.
- Espace muséal Hélène-Boucher, Yermenonville.
- Salle Carrega (Donation Madame Carrega), Torrione, Bonifacio[23].

#### Grèce
- Pinacothèque nationale d'Athènes.

#### Italie
- Casa della cultura, Livourne.

#### Pologne
- Muzeum sztuki medalierskiej, Wroclaw.

#### Suisse
- Musée d'art de Pully (Suisse).

### Collections publiques

#### Algérie
- Hôtel de ville d'Annaba.
- Mairie de Constantine, Au cabanon, huile sur toile 114x162cm, vers 1957[24].

#### Belgique
- Consulat de France, Gand.

#### États-Unis
- Représentation permanente de la France auprès de l'Organisation des Nations unies et des organisations internationales, New York, Verrerie aux mouettes, huile sur toile, 146x114cm, 1960[25].

#### France
- Fonds national d'art contemporain, Paris.
- Palais de l'Élysée, Paris.
- Hôtel de ville de Paris.
- Ministère de l'économie et des finances, Paris.
- Ministère des affaires étrangères, Paris.
- Préfecture d'Ile-de-France, Paris.
- Centre de santé mentale, Paris.
- Institut Charles-de-Gaulle, Paris.
- Hôtel de ville de Saint-Jacut-de-la-Mer.
- Tribunal de grande instance de Thionville, Idylle corse, huile sur toile 81x100cm, 1948[26].
- Hôtel de ville de Viroflay.

### Églises
- Crucifixion, huile sur toile, église Saint-Eustache de Viroflay[27].
- Vitraux de l'église de l'Immaculée Conception, Le Havre[18].
- Vitraux de l'église Sainte-Marie-Majeure de Bonifacio.
- Chapelle de l'abbaye de Saint-Jacut-de-la-Mer.

### Fresques murales
- Lycée La Bruyère, Versailles, Scènes corses autour de la fontaine, fresque 179x498cm, 1948[28].

### Sépulture
- Cimetière du Montparnasse (26e division), sépulture de Roger Caillois, de l'Académie française : « dalle rose et gris de grès d'Auvergne dominée par une stèle où est emprisonnée une ammonite fossile géante »[29],[30].